# Гил, Луис
Луи́с Гил (англ. Luis Gil; род. 14 ноября 1993, Гарден-Гров, Калифорния, США) — американский футболист, полузащитник клуба «Спокан Велосити». Выступал за сборную США.

## Клубная карьера
В 2008 году Гил поступил в Футбольную академию Ай-эм-джи в Брейдентоне. В 2009 году Луис был признан Лучшим молодым игроком года в США. В феврале 2010 года MLS подписала профессиональный контракт с футболистом, чтобы оставить его в США, так как к Луис проявляли интерес несколько европейских топ-клубов, в частности лондонский «Арсенал».
Гил подписал контракт с MLS по программе Generation Adidas после драфта, и поэтому он был выставлен на так называемую преимущественную лотерею, где 22 февраля 2010 года права на него выиграл клуб «Канзас-Сити Уизардс». Однако, Гил хотел выступать поближе к дому в Калифорнии, и на следующий день руководство лиги помогло осуществить переход футболиста в «Реал Солт-Лейк» в обмен на пик второго раунда Супердрафта MLS 2011, место иностранного игрока и 25 % от суммы его потенциального трансфера в иностранный клуб в будущем. Его профессиональный дебют состоялся 2 июня в поединке против «Ди Си Юнайтед» в рамках Открытого кубка США 2010.
13 августа 2010 года Гил был отдан в аренду клубу второго дивизиона профессиональной лиги «Эй Си Сент-Луис». 14 августа в матче против «Портленд Тимберс» он дебютировал за «Эй Си Сент-Луис», выйдя на замену во втором тайме. 18 сентября в поединке «Эй Си Сент-Луис» против «Остин Ацтекс» он забил свой первый гол в профессиональной карьере.
19 октября в матче против «Крус Асуль» Гил дебютировал в Лиге чемпионов КОНКАКАФ за РСЛ. 26 марта 2011 года в поединке против «Лос-Анджелес Гэлакси» Луис дебютировал в MLS. 6 августа во встрече против «Нью-Йорк Ред Буллз» Гил забил свой первый мяч за команду и помог ей одержать крупную победу.
23 декабря 2015 года Гил перешёл по свободному трансферу в мексиканский «Керетаро», подписав трёхлетний контракт. 23 января 2016 года в матче против «Дорадос де Синалоа» он дебютировал в мексиканской Примере.
6 апреля 2017 года Гил вернулся в MLS, перейдя в «Орландо Сити» на правах аренды с опцией выкупа по окончании сезона. За «львов» он дебютировал 9 апреля в матче против «Нью-Йорк Ред Буллз», где 84-й минуте заменил Матиаса Переса Гарсию и спустя лишь две минуты получил жёлтую карточку.
Аренда Гила продолжилась в «Колорадо Рэпидз» после того, как 10 августа 2017 года «Орландо Сити» обменял его и $100 тыс. целевых распределительных средств на Диллона Пауэрса. 19 августа в матче против «Ди Си Юнайтед» он дебютировал за «Рэпидз», заменив на 64-й минуте Нану Боатенга. По окончании сезона 2017 «Колорадо Рэпидз» не стал выкупать Гила у «Керетаро».
23 апреля 2018 года Гил вновь вернулся в MLS, присоединившись на правах аренды к «Хьюстон Динамо». Отыграв сперва один матч за фарм-клуб «Рио-Гранде Валли Торос», за «Хьюстон Динамо» он дебютировал 11 мая в матче против «Ванкувер Уайткэпс». После истечения срока аренды, 31 декабря 2018 года, Гил вновь вернулся в «Керетаро».
В июле 2019 года Гил подписал однолетний контракт с клубом Второй лиги Чехии «Виктория Жижков».
В марте 2021 года Гил заключил контракт с другим клубом Второй лиги Чехии «МАС Таборско».
22 июля 2022 года Гил подписал контракт с клубом Лиги один ЮСЛ «Юнион Омаха» на оставшуюся часть сезона 2022. За «Юнион Омаха» он дебютировал 23 июля в матче против «Гринвилл Трайамф», заменив на 74-й минуте Эмира Алиходжича. 3 сентября в матче против «Чаттануга Ред Вулвз» он забил свой первый гол за «Юнион Омаха».
22 января 2024 года Гил присоединился к новичку Лиги один ЮСЛ, клубу «Спокан Велосити». 9 марта он сыграл во встрече стартового тура сезона 2024 против «Гринвилл Трайамф», ставшем для «Спокан Велосити» первым матчем в его истории.

## Международная карьера
В 2009 году в составе сборной США до 17 лет Гил выступал на юношеском чемпионате мира в Нигерии. На турнире он сыграл в матчах против команд Испании, Малави, ОАЭ и Италии. В 2011 году он был призван в сборную до 18 лет для в Молочном кубке.
В 2013 году Гил в составе национальной команды до 20 лет дошёл до финала чемпионата КОНКАКАФ среди молодёжных команд, где его сборная уступила в дополнительной время хозяевам турнира мексиканцам. В ходе соревнования Луис забил два гола в ворота сборных Канады и Гаити.
В том же году в составе молодёжной сборной США выступал на молодёжном чемпионате мира в Турции. На турнире он принял участие в матчах против команд Испании, Франции и Ганы. В поединке против испанцев Гил забил гол.
1 февраля 2014 года в товарищеском матче против сборной Южной Кореи Гил дебютировал за сборную США, заменив Брэда Дэвиса на 75-минуте.

## Достижения
Командные
«Керетаро»
- Кубок Мексики — апертура 2016

«Хьюстон Динамо»
- Открытый кубок США — 2018

сборная США до 20 лет
- Чемпионат КОНКАКАФ среди молодёжных команд — 2013

Индивидуальные
- Молодой футболист года в США — 2009